# Armatoler

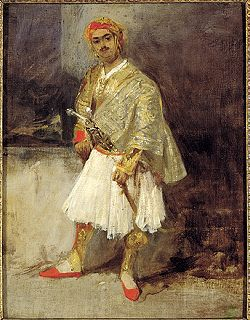
Framställning av en armatol

Armatoler ("beväpnade", jämför latin arma, vapen) var ett slags lokalmilis i det som kallas armatolierna i norra Grekland (särskilt i Makedonien, Epirus och Thessalien), vilken kan spåras tillbaka till de kristnas strider på 1400-talet mot de inträngande osmanerna. På många håll drog sig då befolkningen, under tappra anförare, så kallade "kapitani", tillbaka till bergen och underhöll därifrån ett ständigt gerillakrig mot erövrarna. 
Kapitanon samlade omkring sig en skara av 50-200 ynglingar och män, som svor honom trohet i liv och död, samt överföll sedan i spetsen för dem turkarna, var helst de anträffades. Då de turkiska ståthållarna såg sig oförmögna att skydda sig mot dessa anfall, inlät de sig vanligen i underhandlingar, vilka slutade därmed, att kapitani, under villkor att med sina krigare (även kallade palikarer) sörja för vägarnas trygghet, fick sold och livsmedel samt rättighet att vara de styrande, var och en inom sin "armatolia". 
På 1700-talet uppdrogs denna väguppsikt åt muslimska albaner, och armatolerna blev då klefter (nygrekiska, "rövare") samt återupptog på många håll det gamla gerillakriget. De bedrifter, som utfördes av berömda klefter, firades i sånger, vilka sjöngs över hela Grekland. Det var armatolerna, främst de albanska, som på hetärians kallelse först grep till vapen och så började det grekiska frihetskriget. Bland de många armatolcheferna i detta krig märks Eustrates, Georgios Zongas, Georgios Makrys, Karaiskakis, Mitzo Kondojannis, Kaltzodemos (som stupade vid Missolonghi), Odysseus, Georgios Karatassos, Kristos Mestenopulos och suliotanföraren Markos Botzaris.